# グレップ
グレップ(Grep)は、石川県金沢市に店舗をもつ同人ショップである。音楽CDや缶バッジ、キーホルダーなどのグッズを取り扱っており、東方Project関係のグッズを多く取り扱っている。

## 店舗
グレップ(Grep)金沢店
住所：石川県金沢市竪町24　ベルセル2F
設立年月：2003年9月

### 取扱商品
一部をあげる
- 東方Project
  - 原作(シューティングゲーム）
  - 黄昏フロンティアによる格闘ゲーム
  - 関連音楽CD(原作CDも含む)
  - 関連の缶バッジ、キーホルダー、クリアファイル等のグッズ
- 艦隊これくしょん関連のキーホルダー、福袋
- 他作品の音楽CDやグッズ
- 東方含む新品・中古同人誌

## 沿革
- 2003年6月 - ネット通販を開始。
- 2003年9月 - 石川県金沢市西金沢で実店舗による営業を開始
- 2005年11月 - PATIOの建物の老朽化から2007年の建て直しが決定、野々市工大前にGANGと共に移転。
- 2006年12月 - 竪町PATIOの4Fフロアーへ移転。 同フロアにはKAC SHOP、ゲーマーズ、ガチャ、フィギュアのGANGがあり、PATIO付近にはアニメイトがあるなど地方では珍しい同人系ショップの密集地となる。
- 2008年3月8日 - 金沢市竪町通りのファッションビル「竪町ベルセル」がアキバ系のテナントを中心とする専門ビルに全面改装したのをきっかけに移転、現在に至る。
- 2010年8月1日 - 富山県富山市に2号店がオープン。
- 2012年3月31日 - 富山県富山市の2号店が閉店。
- 2012年8月01日 - 福井県春江市にて、セレンタル春江店INショップ福井店オープン。
- 2014年11月01日 - 秋葉原の「三月兎（さんげっと）」と業務提携。INショップとして出張店オープン。
- 2015年04月 - 秋葉原ラジオ会館9F　ビリビリアキバフロア内INショップとしてグレップサテライトショップ開業。
- 2016年03月 - 三月兎の同人関係撤退により業務提携終了。
- 2016年06月 - セレンタル春江店INショップ福井店業務提携終了。
- 2017年04月 - ビリビリAKIBAと業務契約終了。アキバサテライト店終了。
- 2019年09月 - 女性向中古同人誌買取・販売開始

## 外部サイト
- グレップ公式サイト